# Camponotus fasciatus
Camponotus fasciatus é uma espécie de inseto do gênero Camponotus, pertencente à família Formicidae.